# Bükkhavaspataka
Bükkhavaspataka (románul: Poiana Fagului) falu Romániában, Hargita megye területén.
A 12A országúttól 10 km-re fekszik. 1992-ben 70 lakosa volt, melyből 4 román a többi magyar. 1898-ban Bükkhavaspataka néven mint Gyimesközéplok egyéb lakott helyét tartották nyilván és felvették a helységnévtárba.

## Fekvése
A falu 920 m-rel fekszik a tengerszint felett. Jobbról az André-pataka, Barát-pataka és Kalócsás-pataka, míg balról a Körösös-pataka szegélyezi.
Bukaresttől 245 km-re, Csíkszeredától 32 km-re, Jászvásártól 136 km-re, Brassótól 112 km-re, Balánbányától pedig 11,2 km-re fekszik.

## Népesség
A falu 273 lelket számlál, ebből 262 magyar, 11 pedig román. Lakói római katolikusok.

## Éghajlata
|                  | Január | Május  | Július | Szeptember | Év     |
| ---------------- | ------ | ------ | ------ | ---------- | ------ |
| Max. hőmérséklet |        |        | 16 °C  |            | 6 °C   |
| Min. hőmérséklet | -8 °C  |        |        |            |        |
| Csapadék         |        | 147 mm |        | 38 mm      | 867 mm |

## Fordítás
- Ez a szócikk részben vagy egészben  a   Poiana Fagului című szebuano Wikipédia-szócikk fordításán alapul.  Az eredeti cikk szerkesztőit annak laptörténete sorolja fel. Ez a jelzés csupán a megfogalmazás eredetét és a szerzői jogokat jelzi, nem szolgál a cikkben szereplő információk forrásmegjelöléseként.